# Kemsit

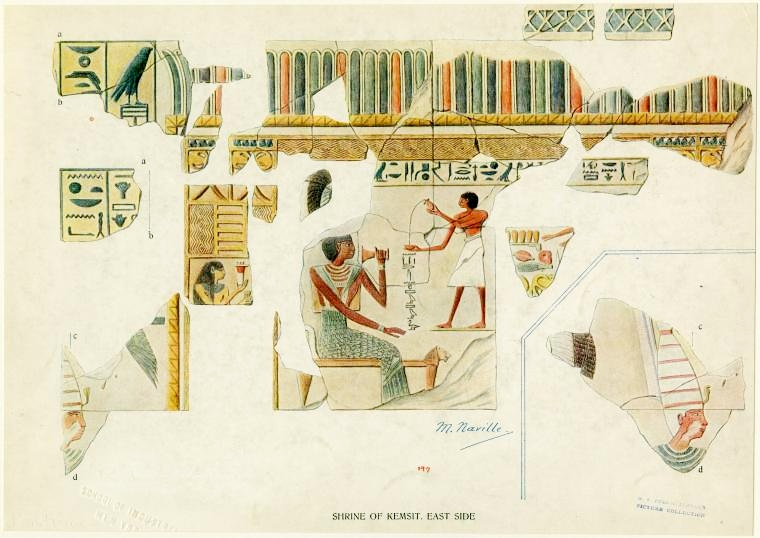
Kapelle der Kemsit, zeichnerische Rekonstruktion

Kemsit war im alten Ägypten eine königliche Dame im Umfeld von Mentuhotep II. (ca. 2000 v. Chr.). Sie ist bisher vor allem von ihrer Bestattung im Totentempel des Mentuhotep II. in Deir el-Bahari bekannt. Sie trug die Titel „Priesterin der Hathor“, „die den König schmückt“ und „geliebte Königsgemahlin“ (Ḥm.t-njswt-mrj.t.f = Hemet-nisut-meritef).
Im Totentempel von Mentuhotep II. fanden sich sechs Bestattungen königlicher Damen, die in einer Reihe standen und jeweils aus einer dekorierten Kapelle und einem dahinter liegenden Grabschacht bestanden. Die Kapellen fanden sich nur noch in Bruchstücken; sie waren außen mit Reliefs dekoriert, die diese Frauen zusammen mit dem König, alleine oder beim Trinken von Milch zeigen. Letztere Szene findet sich meist in Verbindung mit der Darstellung einer Kuh, die wiederum wahrscheinlich Hathor repräsentiert. Der Status dieser Frauen und damit auch der Status von Kemsit sind umstritten. Der nur in Fragmenten erhaltene Sarkophag der Kemsit fand sich in ihrer Grabkammer und war ähnlich dekoriert wie diejenigen des Kawit und der Aaschit. Ein großer Teil der Fragmente befindet sich heute im Britischen Museum. Die Grabkammer ist ausgemalt mit diversen Szenen und zeigt unter anderem Kemsit vor dem Opfertisch sowie die Schlachtung eines Rindes. Zusammen mit der Königin Kawit ist sie auch im Totentempel des Mentuhotep II. dargestellt.